# Municipio de Boardman (Iowa)
El municipio de Boardman (en inglés: Boardman Township) es un municipio ubicado en el condado de Clayton en el estado estadounidense de Iowa. En el año 2010 tenía una población de 1684 habitantes y una densidad poblacional de 17,83 personas por km².

## Geografía
El municipio de Boardman se encuentra ubicado en las coordenadas 42°51′46″N 91°25′43″O / 42.86278, -91.42861. Según la Oficina del Censo de los Estados Unidos, el municipio tiene una superficie total de 94.46 km², de la cual 94,46 km² corresponden a tierra firme y (0 %) 0 km² es agua.

## Demografía
Según el censo de 2010, había 1684 personas residiendo en el municipio de Boardman. La densidad de población era de 17,83 hab./km². De los 1684 habitantes, el municipio de Boardman estaba compuesto por el 98,04 % blancos, el 0,12 % eran afroamericanos, el 0,24 % eran amerindios, el 0,18 % eran asiáticos y el 1,43 % eran de una mezcla de razas. Del total de la población el 0,24 % eran hispanos o latinos de cualquier raza.